# ورد النيل المتنوع الأوراق
ورد النيل المتنوع الأوراق (الاسم العلمي:Eichhornia diversifolia) هو نوع من النباتات يتبع جنس ورد النيل من الفصيلة البونتديرية.